# Marienwarte

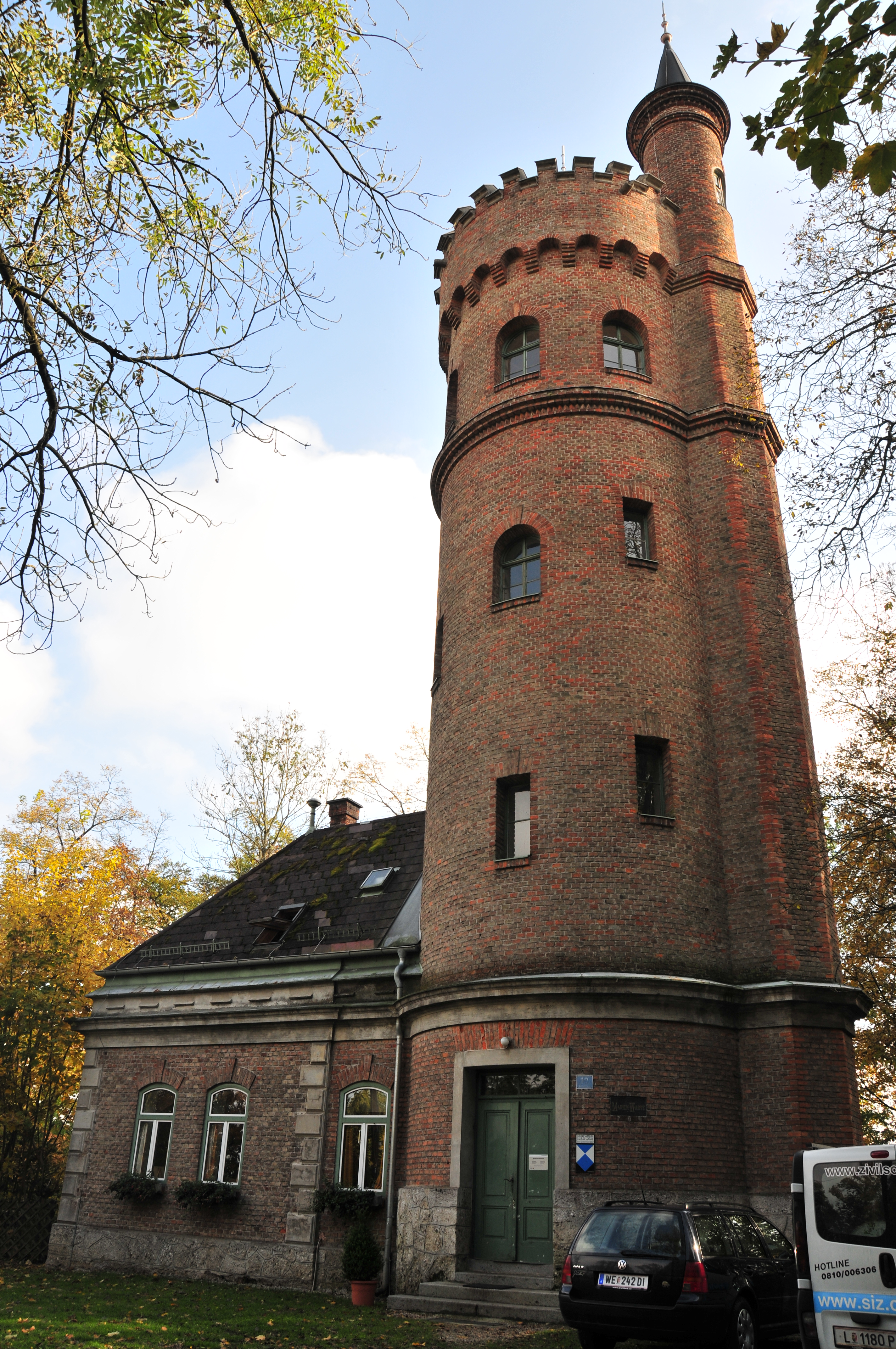
Marienwarte auf dem Reinberg

Die Marienwarte ist ein Aussichtsturm am Reinberg in der oberösterreichischen Gemeinde Thalheim bei Wels.

## Geschichte
Im frühen Mittelalter soll sich auf dem Reinberg eine Wehranlage (deshalb der Flurname Purgkhstall = Burgstall) befunden haben.
Die Marienwarte wurde auf Initiative des Verschönerungsvereins für Wels und Umgebung erbaut. Zuerst wurden durch diesen Verein Wege auf den Reinberg angelegt (1873) und der Reinberg, der zuvor Wiesen- und Weideland war, mit Bäumen bepflanzt (1881). 1891 wurde von Johann Ploberger der Platz für den Turmbau gratis zur Verfügung gestellt. Der Bauentwurf stammt von Johann Schauer, dem Obmann des Verschönerungsvereins. Die Ausführung wurde dem Baumeister Kunz übertragen.
Der 22,8 m hohe Turm wurde auf eine 1 ½ m dicke Betonplatte gestellt. Nach Errichtung einer Materialseilbahn und einer Wasserleitung konnte der Turm zügig fertiggestellt werden. Aus Dank an den Grundstücksspender wurde der Aussichtsturm nach dem Namen der Gattin des Spenders benannt. Am 7. Juli 1892 konnte die Marienwarte eröffnet werden. Offensichtlich bildete diese eine Attraktion, denn unter den Besuchern befand sich auch Kaiserin Elisabeth am 21. September 1892 und kurz darauf auch Kaiser Franz Josef am 2. Dezember 1892.
Im Ersten Weltkrieg wurde auf der Marienwarte vorübergehend eine Fliegerwache eingerichtet.

## Bau
Die Aussichtsplattform der Marienwarte liegt auf 391,1 m ü. A., der den Turm abschließende Turmknauf bei 399,72 m ü. A. Von der Aussichtsplattform ist eine Aussicht über die Stadt Wels, auf die Traun-Ebene, die Alpen, den Hausruck und den Böhmerwald möglich.
Seit 1942 ist die Stadt Wels Eigentümerin von über 4 ha Gesamtfläche des Reinbergs und der denkmalgeschützten Marienwarte. Im Jahre 1954 erfolgte die Beleuchtung der Wanderwege bis hinauf zur Marienwarte.

## Galerie

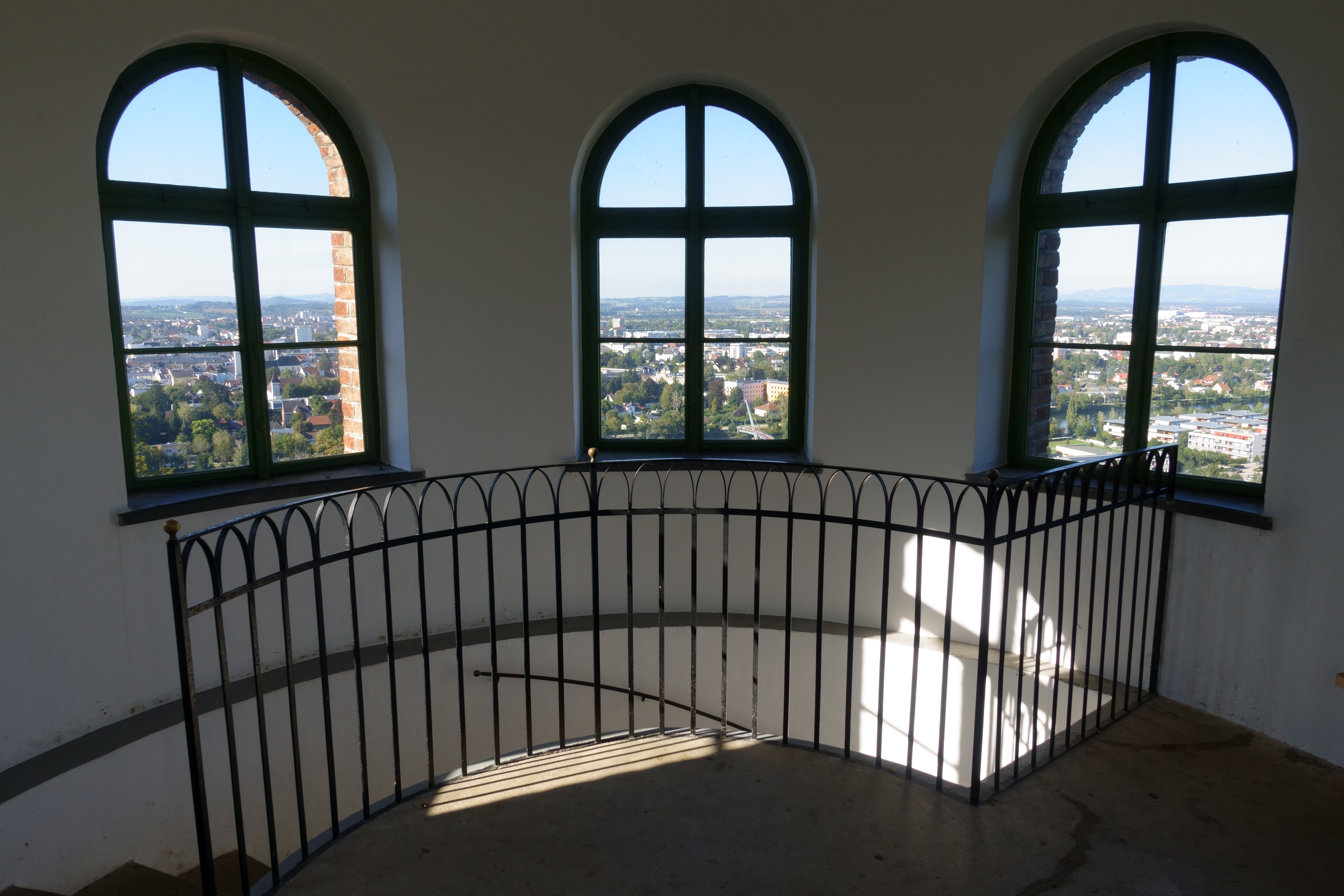
Aufgang
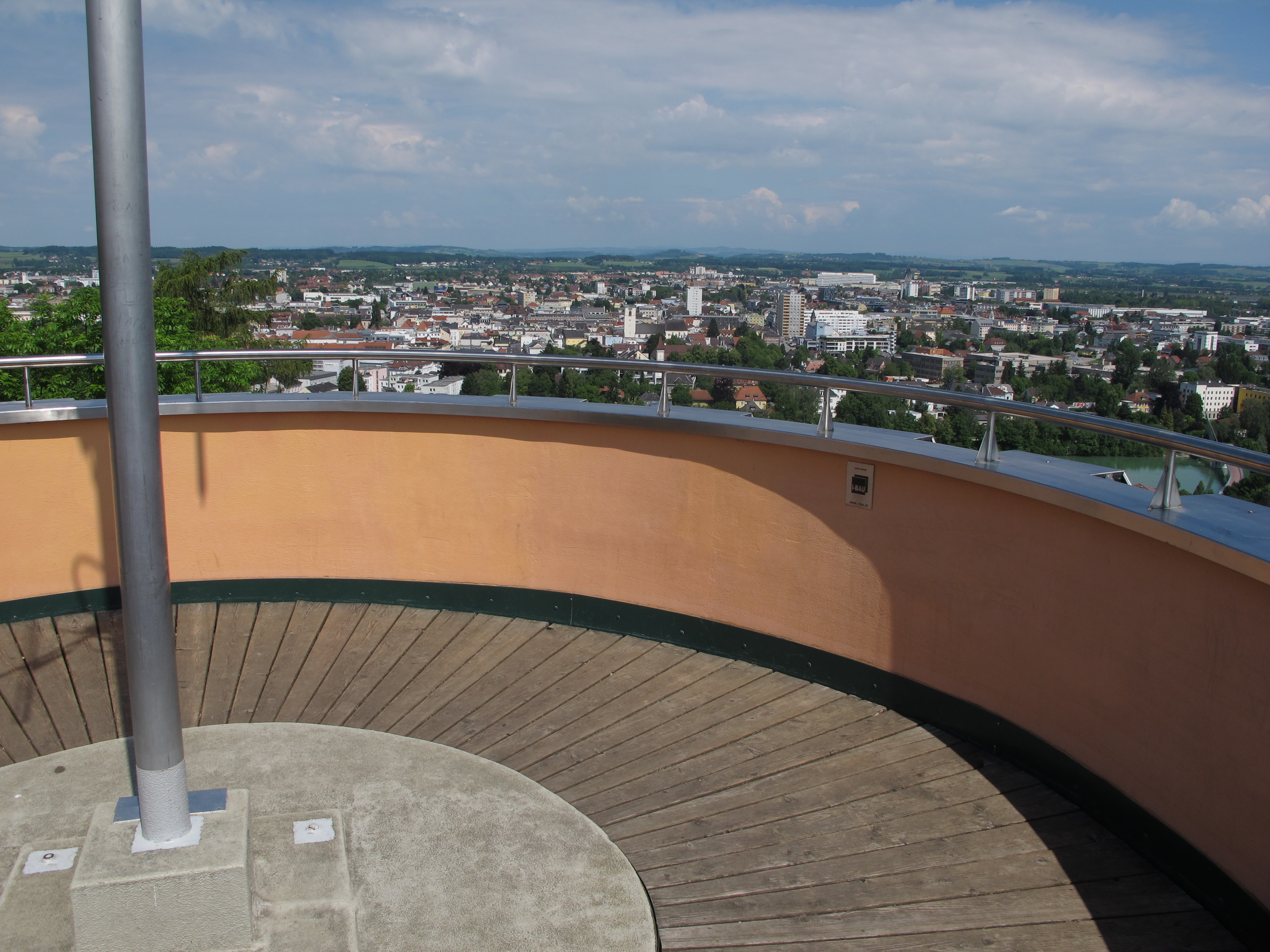
Aussichtsplattform mit Blick auf Wels